# جوزيبي دي فيتا
جوزيبي دي فيتا (بالإيطالية: Giuseppe De Vita)‏ هو مجدف إيطالي، ولد في 4 يونيو 1982 في بوسيليبو في إيطاليا.

## وصلات خارجية
- جوزيبي دي فيتا على موقع الاتحاد الدولي للتجديف (الإنجليزية)
- جوزيبي دي فيتا على موقع اللجنة الأولمبية الدولية (الإنجليزية)
- جوزيبي دي فيتا على موقع أوليمبيديا (الإنجليزية)